# Telekran
Telekran, katkad teleekran (engl. telescreen) naziv je uređaja opisana u Orwellovu romanu Tisuću devetsto osamdeset četvrtoj, koji predstavlja kombinaciju televizora i videokamere. Njegova je svrha dvostruka: pružati televizijski program gledateljima, a istovremeno nadzirati njihove aktivnosti te tako preventivno uklanjati svaku subverziju prema vladajućem režimu Oceanije.
U romanu su svi članovi šire i uže partije dužni imati telekrane u svojim stanovima, dok se na javnim mjestima vlasti obraćaju prolovima pomoću velikih javnih telekrana koji služe za javne rituale kao što su dvije minute mržnje. Charrington, staretinar koji živi među prolovima, nema telekran u svojoj trgovini i tvrdi da su oni "preskupi" za najsiromašnije dijelove stanovništva. Roman sugerira da se oni koriste i zato što taj dio stanovništva ne predstavlja opasnost po režim. Telekrani nisu u stanju snimati u mraku, ali zato bilježe najmanje zvukove, uključujući otkucaje nečijeg srca.
O'Brien, jedan od likova u romanu, tvrdi da je članovima uže partije poput njega sama dopušteno isključivati telekrane iako obično na trideset minuta.